# Dietrich Balfanz
Dietrich Balfanz (* 4. April 1921 in Marienburg (Westpr.); † 12. September 2008 in Solingen) war ein Jurist und Verbandsgeschäftsführer in Solingen.

## Familie
Dietrich Friedrich Gerhard Balfanz war ein Sohn von Ulrich Balfanz, Magistratsassessor in Marienburg, später Bürgermeister von Wilhelmshaven, und Elisabeth Olsen. Er heiratete 1956 in Hamburg Irmgard Rohmann (1926–2008). Das Paar hatte die Kinder Ulrike, Winrich und Christoph.

## Leben
Balfanz wuchs in Marienwerder/Westpr. und Wilhelmshaven auf. Er studierte Rechtswissenschaften an der Universität Hamburg, wo er am 20. Mai 1953 promoviert wurde. Von 1959(1956?) bis 1961 war er Mitglied der Geschäftsführung des Bundesverbandes der deutschen Fischindustrie in Hamburg. Am 25. Juli 1961 wurde Balfanz Geschäftsführer des Fachverbandes der Schneidwarenindustrie (FSI) in Solingen. Diese Position hatte er 20 Jahre inne bis zu seiner Pensionierung am 12. Dezember 1981. „In den ersten Jahren seiner Tätigkeit erfolgte am 6. Mai 1966 der Umzug vom Schlagbaum in das neu gebaute Industriehaus Neuenhofer Straße und im selben Jahr die Übernahme des Rasierklingen-Industrieverbandes als Fachabteilung in den FSI. Ebenfalls in diesem Jahr ging aus der Arbeitsgemeinschaft von drei Verbänden der Gesamtverbandes Besteck-Industrie (GBI) hervor. Vorsitzender war W. Jacobskötter, als gleichberechtigter Geschäftsführer war Balfanz tätig.“

## Schriften
- Die zur Ordnung der Beförderung von Gütern mit Kraftfahrzeugen getroffene öffentlichrechtliche Regelung unter besonderer Berücksichtigung des Fernverkehrs. Dissertation. Hamburg 1952.[6]
- Allgemeine Beförderungsbedingungen für den gewerblichen Güternahverkehr mit Kraftfahrzeugen (AGNB). Bielefeld: Kirschbaum 1956.
- Güterkraftverkehrsgesetz. Loseblatt-Kommentar. Frankfurt a. M. 1958 (bis 1983 aktualisiert).
- Zur Lage der Hochseefischerei im Jahr 1960. In: Hansa. Hamburg 1960, S. 215–217.